# Károly Than

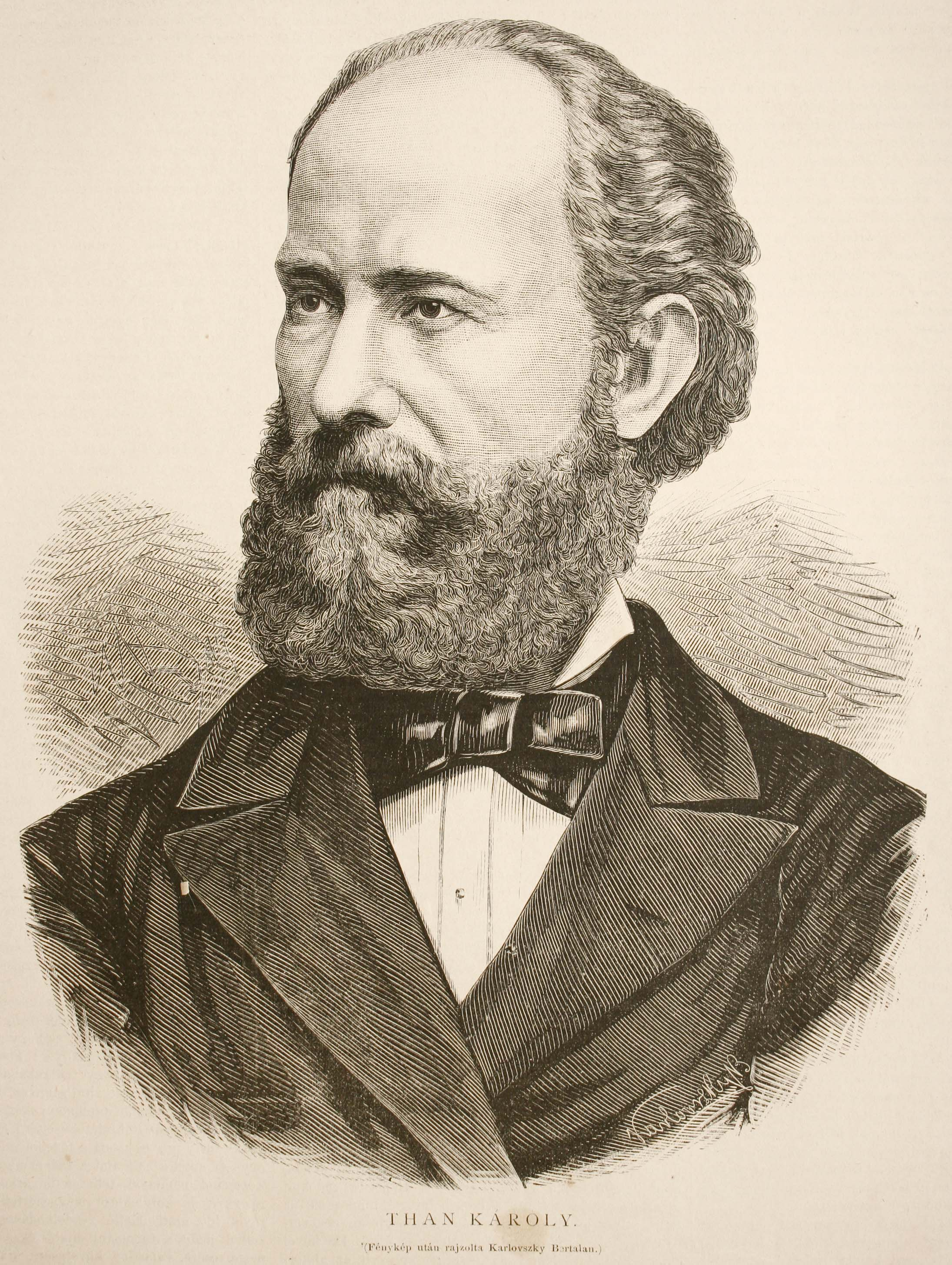
Károly Than

Károly Than, auch Carl von Than, (* 20. Dezember 1834 in Bečej, damals Österreich-Ungarn; † 5. Juli 1908 in Budapest) war ein ungarischer Chemiker.

## Leben
Carl von Than nahm an der Ungarischen Revolution 1848/49 teil und ging dann in die Apothekerlehre, während er gleichzeitig das Gymnasium besuchte. Er studierte ab 1855 Chemie und Pharmazie an der Universität Wien und wurde dort 1858 bei Josef Redtenbacher promoviert. Als Post-Doktorand war er kurz an der Universität Heidelberg bei Robert Bunsen und in Paris bei Charles Adolphe Wurtz  und dann ab 1858 Assistent von Redtenbacher in Wien. 1859 wurde er Privatdozent in Wien und 1860 wurde er ordentlicher Professor für Chemie an der TU Budapest.  Zuvor war dort die ungarische Sprache eingeführt worden und Theodor Wertheim, der vorher Chemieprofessor war, war nach Graz gewechselt. In Budapest war er der wichtigste Lehrer für die folgenden Chemikergenerationen und baute dort ein modernes chemisches Institut auf. 1908 wurde er emeritiert.
Carl von Than befasste sich besonders mit Analytischer Chemie. Er empfahl Kaliumiodat (in der Iodometrie) und Kaliumhydrogencarbonat (in der Säure-Base-Titration) als Urtitersubstanzen. Bei den Ergebnissen von Mineralienanalysen führte er Angaben in Ionen ein statt der vorher verwendeten Angaben durch Salze. Er entdeckte 1867 Carbonylsulfid in einer Mineralquelle und synthetisierte es erstmals (aus Thiocyansäure).
1868 erhielt er den Lieben-Preis. Er gründete die erste ungarische Zeitschrift für Chemie (Magyar Chémiai Folyóirat) und war von 1872 bis zu seinem Tod Präsident der Ungarischen Gesellschaft für Naturwissenschaften.

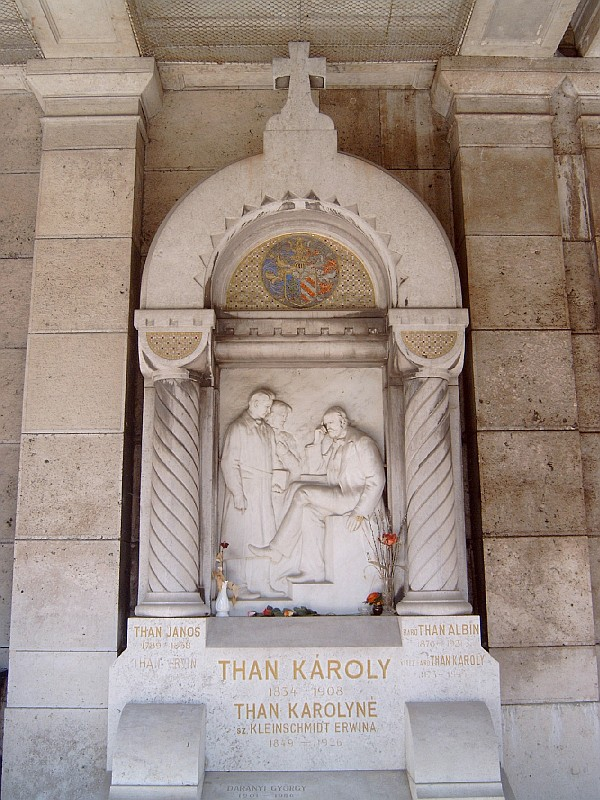
Grabmonument von Than

Er war seit 1872 verheiratet und hatte fünf Kinder. 1908 wurde er zum Baron geadelt.